# Saksahan
Die Saksahan (ukrainisch Саксагань; russisch Саксагань Saksagan) ist ein 144 km langer, linker Nebenfluss des Inhulez im südöstlichen Teil des Dneprhochlands im Zentrum der Ukraine.
Der Fluss mit einem Einzugsgebiet von 2025 km² entspringt in der Nähe des Dorfes Malooleksandriwka, Rajon Werchnjodniprowsk unweit von Werchiwzewe in der Oblast Dnipropetrowsk und ist in seinem Mittellauf zum 13,3 km² großen Makorty-Stausee angestaut. Über den Dnepr-Krywyj-Rih-Kanal ist die Saksahan mit dem Dnepr verbunden.
Sie mündet, nachdem sie innerhalb des Rajon Krywyj Rih noch den 2,1 km² großen Kressiwske-Stausee (ukrainisch Кресівське водосховище) durchflossen hat, bei der Stadt Krywyj Rih in den Inhulez.

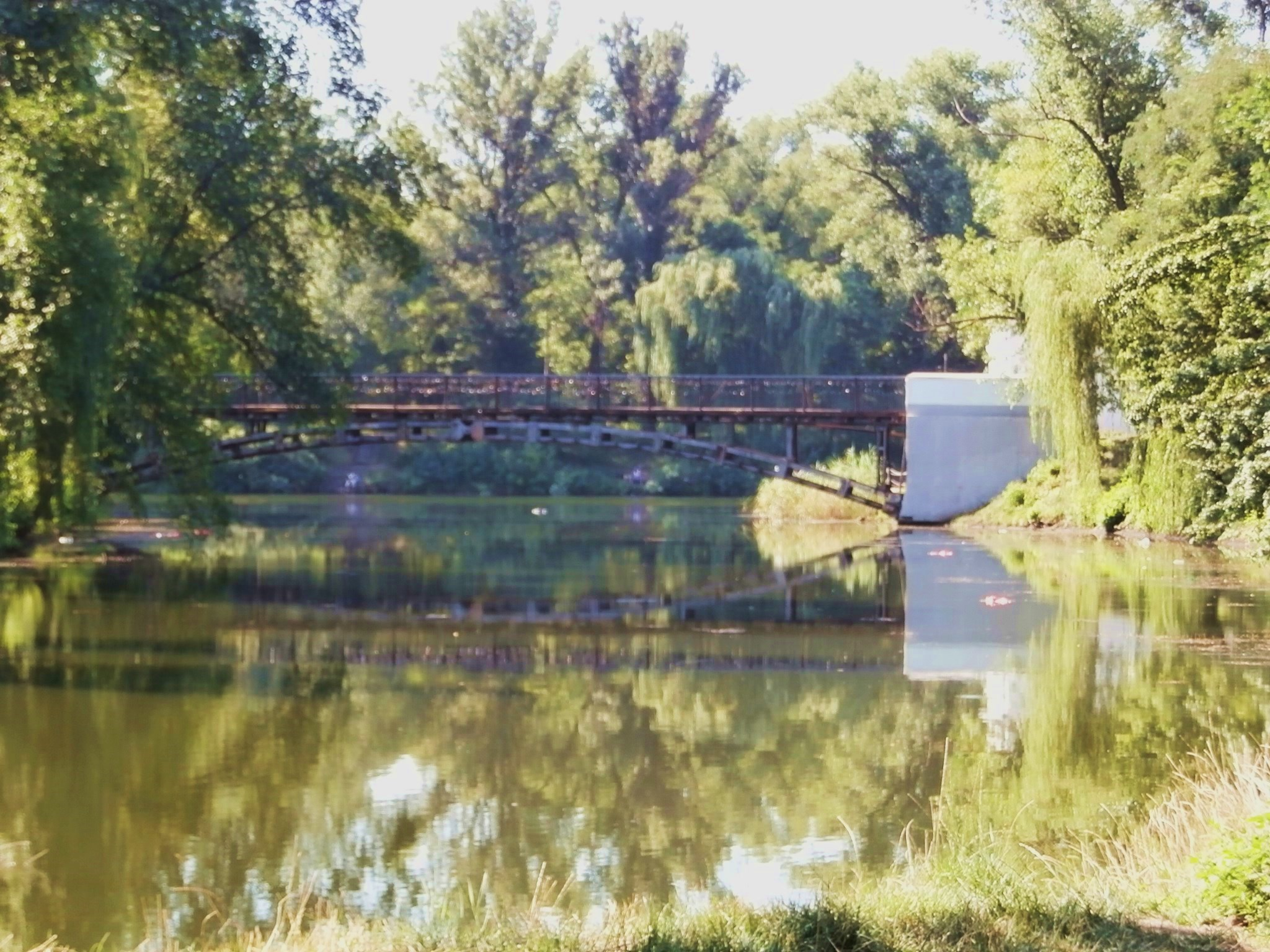
Die Saksahan in Krywyj Rih

Die maximale Abflussmenge beträgt 240 m³/s. Das durchschnittliche Gefälle des Flusses beträgt 0,76 m/km, in Krywyj Rih reduziert es sich auf 0,4-0,3 m/km. Durch ihr geringes Gefälle ist die Fließgeschwindigkeit des Flusses sehr niedrig.
Ihre Breite beträgt zwischen 5 und 15 m, erreicht manchmal aber auch 20–40 m. Ihr Oberlauf liegt in einem V-förmigen, ihr Unterlauf in einem trapezförmigen Flusstal.
| Quelle |

| Makorty-Stausee |

| Kressiwske-Stausee |

| Dserschynske-Stausee |

| Mündung |

| Kachowkaer Stausee |

| Oblast Dnipropetrowsk |